# Algot Strandmark
Carl Algot Strandmark, född den 7 december 1846 i Södra Ljunga församling, Kronobergs län, död den 9 februari 1914 i Vänersborg, var en svensk jurist. Han var farbror till Sigfrid Strandmark.
Strandmark blev student vid Lunds universitet 1868 och avlade examen till rättegångsverken 1873. Han blev vice häradshövding 1875 och tjänstgjorde därefter i Göta hovrätt som tillförordnad fiskal. Strandmark var häradshövding i Flundre, Väne och Bjärke domsaga från 1886 till sin död. Han var ordförande i styrelsen för Enskilda banken i Vänersborg från 1904. Strandmark blev riddare av Nordstjärneorden 1896.